# Zaułek Książąt Czartoryskich
Zaułek Książąt Czartoryskich – niewielki plac położony przy ul. Pijarskiej na Starym Mieście w Krakowie. Zaułek przylega do murów obronnych, Arsenału i tzw. Klasztorku.
Swoją nazwę zaułek otrzymał w 2006 roku na mocy zarządzenia Prezydenta Miasta Krakowa. W 2006 roku zaułek został zmodernizowany według projektu architektów Piotra Lewickiego i Kazimierza Łataka. Część powierzchni została podniesiona tak, że prowadzą na nią trzy stopnie. Zmieniona została nawierzchnia, ustawiono kopię rzeźby Bertela Thorvaldsena Merkury (oryginał w Muzeum Czartoryskich). Modernizacja wywołała kontrowersje. Z jednej strony została zgłoszona do plebiscytu Archi-Szopa 2007 dla najgorszych realizacji architektonicznych Krakowa, a z drugiej w 2008 roku otrzymała, wraz z krakowskim placem Wszystkich Świętych, drugie wyróżnienie w konkursie "Bramy Kraju" na najlepsze inwestycje w przestrzeni publicznej, organizowanym po raz czwarty przez agencję AMS.

## Galeria

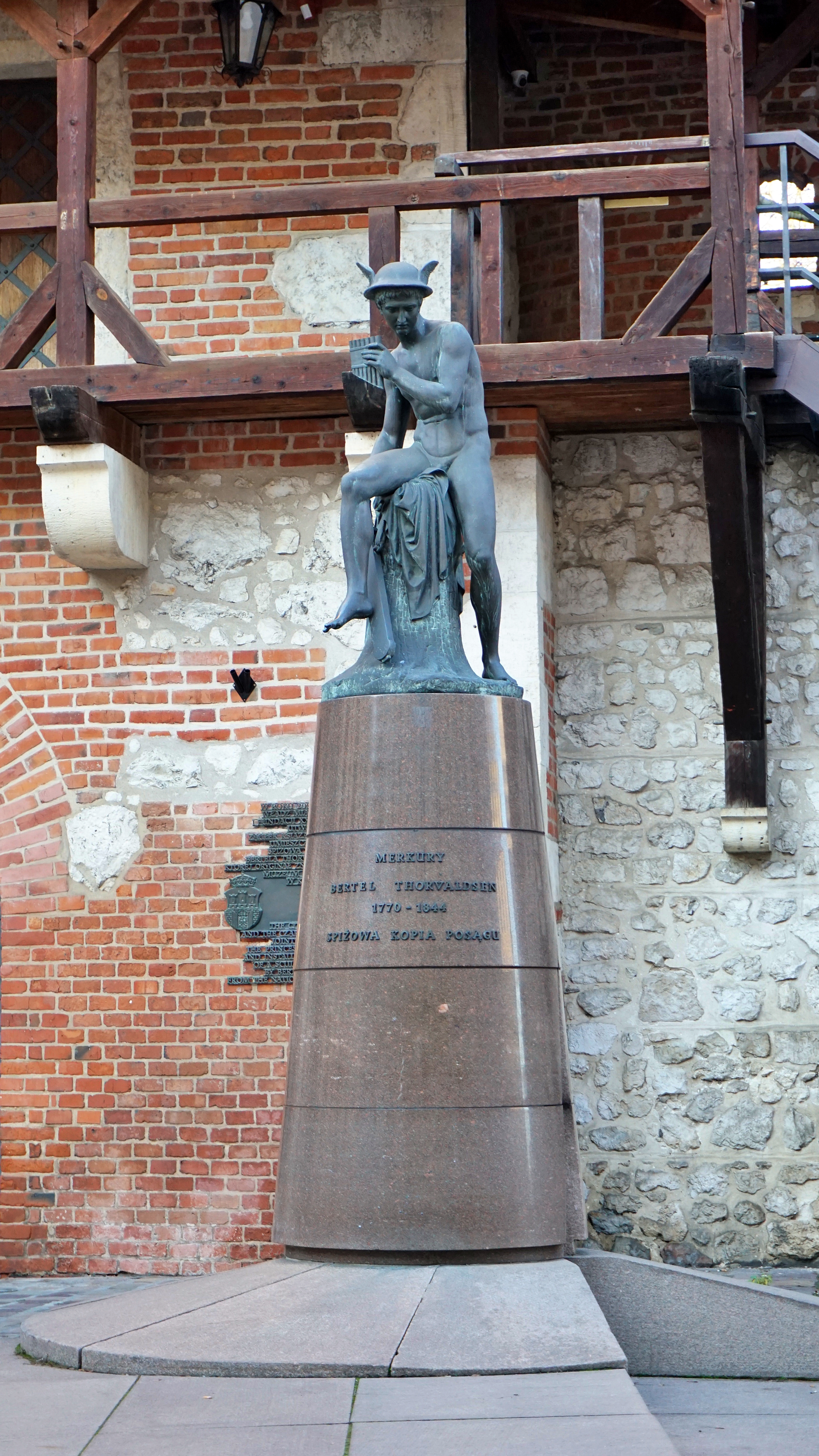
Pomnik rzymskiego boga handlu – Merkurego. W tle mury miejskie